# Casuari
El casuari és un gènere (Casuarius) de la família Casuariidae. Està compost per tres espècies que es distribueixen a Austràlia i Nova Guinea. Són aus solitàries no voladores i molt agressives que viuen a la selva plujosa tropical, on s'alimenten de les fruites caigudes, d'alguns fongs i petits animals. El seu plomatge negre està format per càlams aspres, alguns d'ells acaben en filaments com pèls. El coll és de color blau i vermell (carúncula) i tenen una gran protuberància òssia sobre el cap, anomenada casc, que pot donar protecció a l'au en els moments en què l'animal es desplaça entre la densa vegetació del seu hàbitat, també pot usar-lo com a defensa en algun moment que se senti amenaçat.
La femella es pot aparellar amb diversos mascles, i fan un niu amb cada un d'ells. Ponen els seus ous en un niu de fulles al terra boscós. Els colomins són cuidats pels pares durant nou mesos. El mascle es fa càrrec de la incubació uns cinquanta-dos dies, però tots dos progenitors tenen cura de les críes.

## Sistemàtica i evolució
Mentre que les relacions filogenètiques de la resta dels paleògnats no han estat encara aclarides, tant els estudis moleculars com morfològics coincideixen que els casuaris formen un clade amb els emús. D'altra banda, la posició d'aquest grup pel que fa a els altres paleògnats varia segons els estudis de dades moleculars (els quals estableixen el clade com el grup germà dels kiwis) i morfològics.
- Casuarius Brisson, 1760
  - Casuarius casuarius (Linnaeus), 1758
  - Casuarius bennetti Gould, 1858
  - Casuarius unappendiculatus Blyth, 1860
  - Casuarius lydekkeri[5] Rothschild, 1911 †